# Ohlertidion thaleri
Ohlertidion thaleri là một loài nhện trong họ Theridiidae.
Loài này thuộc chi Ohlertidion. Ohlertidion thaleri được Yuri M. Marusik miêu tả năm 1988.